# Esomus
Esomus is een geslacht van straalvinnige vissen uit de familie van karpers (Cyprinidae).

## Soorten
- Esomus ahli Hora & Mukerji, 1928
- Esomus altus (Blyth, 1860)
- Esomus barbatus (Jerdon, 1849)
- Esomus caudiocellatus Ahl, 1923
- Esomus lineatus Ahl, 1923
- Esomus longimanus (Lunel, 1881)
- Esomus malabaricus Day, 1867
- Esomus malayensis Ahl, 1923
- Esomus manipurensis Tilak & Jain, 1990
- Esomus metallicus Ahl, 1923
- Esomus thermoicos (Valenciennes, 1842)